# Patamona
Patamona (Kapon, ime kojim sebe nazivaju oni i Akawai), karipsko pleme iz skupine Kapon, srodno Akawaima i Pemonima. Oko 5.000 pripadnika (2000 J. Forte) živi u trinaest sela u središnjem dijelu zapadne Gvajane u području planine Pakaraima.
Patamone su arheološki poznati po svojoj lončariji iz doline Yawong i gornjeg toka rijeke Siparuni, te po tome što u svojoj prehrani koriste 11 vrsta gljiva, od kojih su većinom još neopisane
Prema Migliazzi (1978) plemena Ingarikó, Patamona i Akawai govore istim jezikom.